# Maria Bilińska-Riegerowa
Maria Bilińska-Riegerowa (ur. 2 lutego 1911 w Rzeszowie, zm. 25 lutego 1969 w Krakowie) – polska pianistka i pedagog.

## Życiorys
Kształciła się w zakresie gry na fortepianie pod kierunkiem Kazimierza Mirskiego w Rzeszowie, Zbigniewa Dymmka w Krakowie oraz Edwarda Steuermanna. Rozpoczęła studia pianistyczne w klasie Zbigniewa Drzewieckiego w Konserwatorium Muzycznym w Warszawie, przerwała je jednak w związku z udziałem w III Międzynarodowym Konkursie Pianistycznym im. Fryderyka Chopina, gdzie zdobyła wyróżnienie. Dyplom uzyskała eksternistycznie.
Prowadziła działalność dydaktyczną w Państwowej Wyższej Szkole Muzycznej w Krakowie od 1945 roku, początkowo jako asystentka Jana Hoffmana, u którego kształciła się jeszcze w czasie okupacji, a w latach 1964–1969 prowadziła samodzielną klasę fortepianu.
Wśród jej uczniów znaleźli się m.in. Bronisława Kawalla-Ryszka oraz Wojciech Kilar.
Jej mężem był Adam Rieger, mieli troje dzieci: Magdalenę, Annę i Stefana.